# Итонвил (Флорида)
Итонвил (енгл. Eatonville) град је у америчкој савезној држави Флорида. По попису становништва из 2010. у њему је живело 2.159 становника.

## Демографија
Према попису становништва из 2010. у граду је живело 2.159 становника, што је 273 (11,2%) становника мање него 2000. године.
| Група             | 2000.         | 2010.         |
| Белци             | 169 (6,9%)    | 147 (6,8%)    |
| Афроамериканци    | 2.172 (89,3%) | 1.825 (84,5%) |
| Азијати           | 7 (0,3%)      | 16 (0,7%)     |
| Хиспаноамериканци | 86 (3,5%)     | 196 (9,1%)    |
| Укупно            | 2.432         | 2.159         |